# Assassinats a la Borgonya
Assassinats a la Borgonya (títol original en francès, Meurtres en Bourgogne) és un telefilm francès del 2015 dirigida per Jérôme Navarro. Forma part de la col·lecció Assassinats a.... S'ha doblat al català.

## Sinopsi
La trama transcorre en el món de la cuina. El cadàver d'un jove i talentós restaurador apareix a les fargues de Buffon. Dos policies investigaran el cas junts: la Mylène, el pare de la qual (cap de la policia local) va desaparèixer fa uns quinze anys, i en Frédéric, que estava a les seves ordres.

## Repartiment
- Cristiana Reali: Mylène Deville
- Franck Sémonin: Frédéric Tessier
- Joseph Malerba: Alain Malaval
- Amaury de Crayencour: Mat
- Laurent Saint-Gérard: Marquis Hippolyte de Vaucruse
- Jean-Pierre Malignon: Michel
- Marie Vincent: Carole Dupuy